# Allan Cunningham (Schriftsteller)

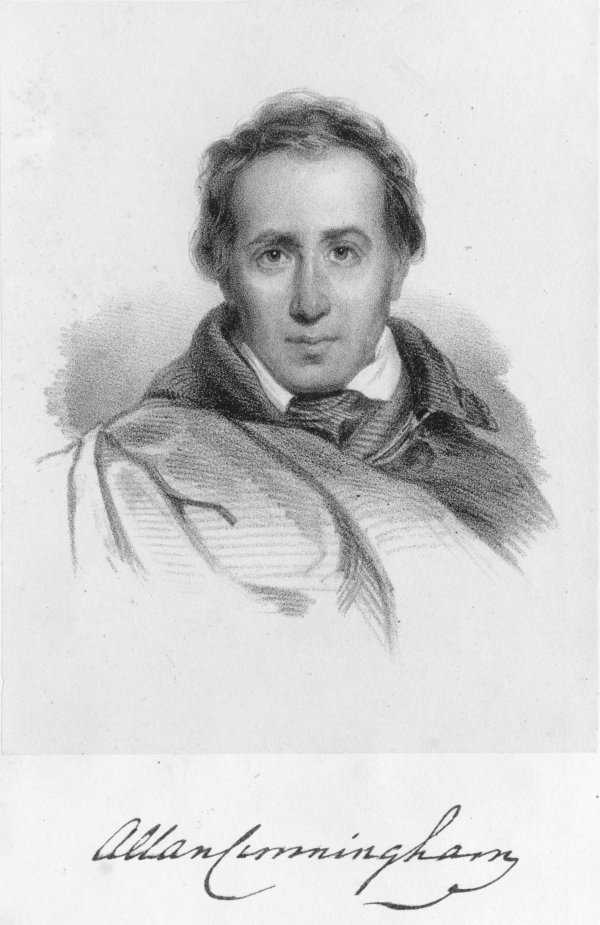
Allan Cunningham, Lithografie von Frederick Schenck und William Husband MacFarlane, undatiert

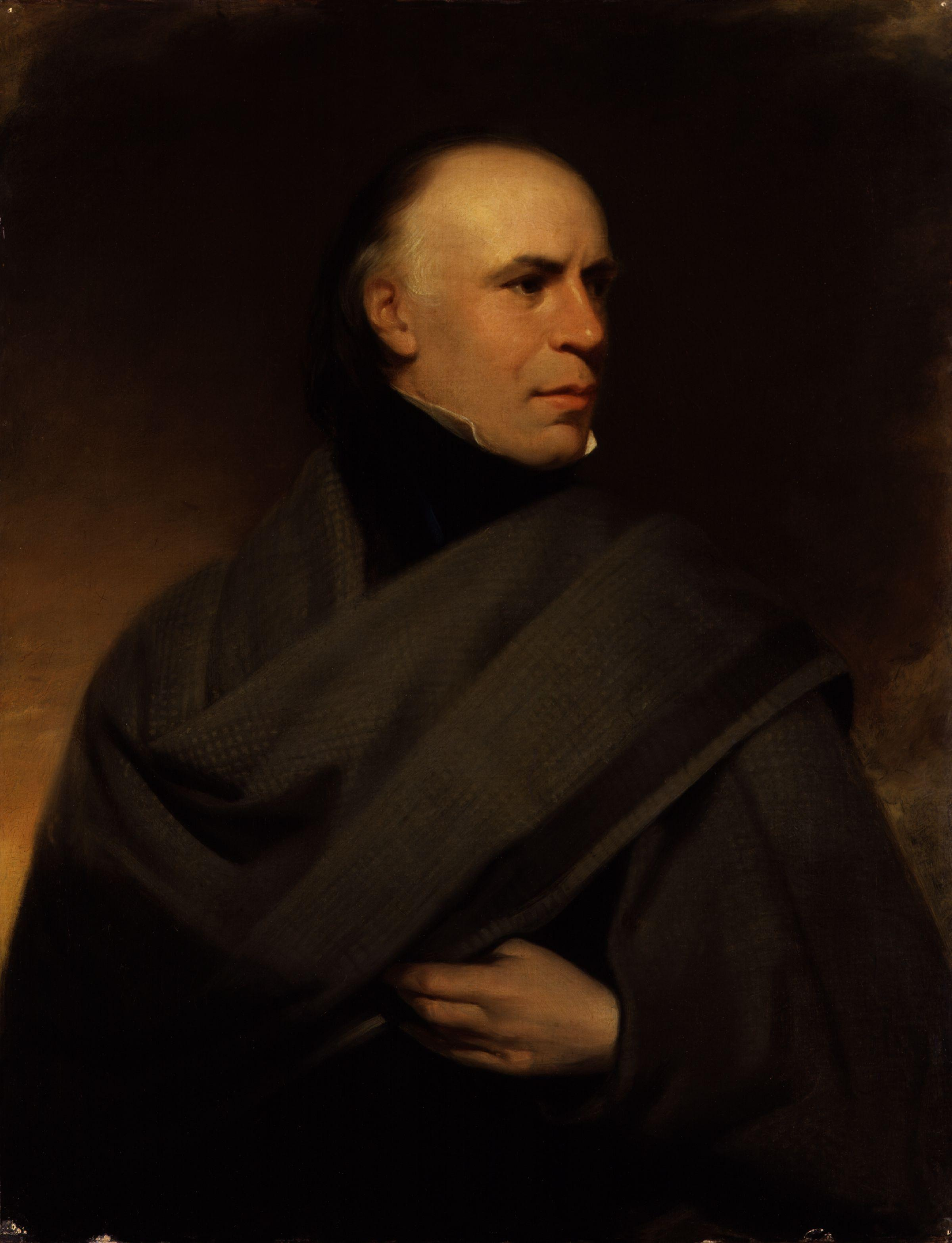
Allan Cunningham, Gemälde von Henry Room, um 1840

Allan Cunningham (* 7. Dezember 1784 in Keir; † 30. Oktober 1842 in London) war ein schottischer Schriftsteller.

## Leben
Cunningham ging bei einem Steinmetz in die Lehre, beschäftigte sich aber bald mit Literatur, vor allem schottischen Balladen. 1807 veröffentlichte er erste Lieder. 1809 reichte er einige alte Balladen sowie eigene Lieder für Robert Hartley Cromeks Sammlung Remains of Nithdale and Galloway Song ein und freundete sich mit Walter Scott an. 1810 zog er nach London, wo er bis 1814 als Parlamentsreporter arbeitete. Dann wurde er Assistent des Bildhauers Francis Chantrey bis zu dessen Tod 1841. Zugleich veröffentlichte er Romane, Biografien und Lieder. Sein Stil galt als schwülstig, obwohl besonders einige seiner Lieder beliebt wurden, darunter das Seemannslied A Wet Sheet and a Flowing Sea. Zudem veranstaltete Cunningham eine Ausgabe der Werke von Robert Burns, Schriftsteller und Freund seines Vaters.
Er heiratete Jean Walker und bekam mit ihr eine Tochter und fünf Söhne.

## Werke (Auswahl)
- Sir Marmaduke Maxwell. London 1822
- The lives of the most eminent British painters, sculptors and artists. 6 Bände, London 1829–33
- Biographical and critical history of the British literature of the last fifty years. Paris 1834. Deutsche Übersetzung von A. Kaiser: Biographische und kritische Geschichte der englischen Literatur von Samuel Johnson’s bis zu W. Scott’s Tode. Leipzig 1934